# Max Weber (malarz)
Max Weber (ur. 18 kwietnia 1881 w Białymstoku, zm. 4 października 1961 w Great Neck) – malarz amerykański żydowskiego pochodzenia, jeden z pionierów kubizmu w Stanach Zjednoczonych.
Był jednym z czołowych amerykańskich modernistów pierwszej generacji, eksplorujących abstrakcję w malarstwie, rzeźbie i poezji. Jako pierwszy amerykański kubista przełożył nowoczesną europejską estetykę na całkowicie amerykański styl, który rozwijał w ciągu blisko sześćdziesięciu lat swojej kariery. Rozwinął własny ekspresjonizm, który wywarł później wpływ na rozwój ekspresjonizmu abstrakcyjnego.

## Życiorys i twórczość
Max Weber urodził się w Białymstoku, w ówczesnym Imperium Rosyjskim jako syn ubogiego, żydowskiego krawca. W 1891 roku wyemigrował wraz z rodziną do Stanów Zjednoczonych osiedlając się w Williamsburgu. Po ukończeniu studiów pod kierunkiem Arthura Wesleya Dowa w Pratt Institute w Brooklynie, wykładał przez pięć lat sztukę w Lynchburg i w Duluth. W 1905 roku wyjechał do Paryża, gdzie studiował w kilku akademiach (Académie Julian, Académie Colarossi i Académie de la Grande Chaumière), ale dopiero zapoznanie się z awangardą dało mu rzeczywiste wykształcenie artystyczne. Był pod wpływem Paula Cézanne’a, którego prace oglądał w 1907 roku na wystawie retrospektywnej. Przyswoił sobie również elementy jaskrawej kolorystyki Henriego Matisse’a, który był jego nauczycielem przez krótki okres w 1908 roku. Po odwiedzeniu pracowni Pabla Picassa przyswoił sobie również strukturalne założenia kubizmu. Spotykał się z Guillaume’em Apollinairem, Robertem Delaunayem oraz Leo i Gertrude Stein. Zaprzyjaźnił się z Henrim Rousseau, organizując później pierwszą wystawę jego prac w Stanach Zjednoczonych. Był także jednym z pierwszych Amerykanów, który uświadomił sobie znaczenie sztuki prymitywnej, studiując w tym celu zbiory etnograficzne w paryskich muzeach.
Po powrocie do Nowego Jorku w 1909 roku Weber znalazł się w ścisłym gronie amerykańskich modernistów, których prace eksponowano w galerii 291 Alfreda Stieglitza; w niej też miał swoją pierwszą wystawę indywidualną w roku 1911. Jego twórczość spotkała się jednak z krytycznym przyjęciem, jednym z najbardziej bezlitosnych, jakiego kiedykolwiek doznał amerykański artysta. Nawet James Huneker, wpływowy krytyk, który zazwyczaj starał się być przychylny nowej sztuce, użył żartu, aby opisać swoje wrażenia po obejrzeniu dzieł Webera: „Operacja zakończyła się sukcesem, ale pacjent zmarł”. Wcześniej, w 1910 roku Weber opublikował esej o czwartym wymiarze; był jednym z niewielu Amerykanów, którzy interesowali się wówczas takimi zagadnieniami. Jego ówczesne, abstrakcyjne rzeźby należą do najwcześniejszych tego typu prac w sztuce amerykańskiej. Przed I wojną światową Weber wystawiał swoje progresywne obrazy (pejzaże, akty i martwe natury), malowane zdecydowanymi ruchami pędzla, przy zastosowaniu kolorystyki Henriego Matisse’a. Nieprzychylny, krytyczny odbiór jego sztuki, mógł być powodem, dla którego artysta pod koniec 1910 roku zwrócił się w stronę tematyki religijnej. Zaczął wówczas malować postacie talmudystów, rabinów i chasydów. Tematy te powracały w jego sztuce w ciągu całej jego kariery, pomimo zmian stylistycznych. W 1913 roku nie wziął udziału w ważnej wystawie sztuki nowoczesnej Armory Show, ponieważ jej organizatorzy nie zgodzili się na wystawienie więcej niż dwóch jego prac.
Około 1920 roku Weber porzucił kubistyczne abstrakcje i zaczął malować w bardziej figuratywnym stylu, na który wpłynął niemiecki ekspresjonizm oraz fowizm. W 1924 roku Galerie Bernheim-Jeune w Paryżu zorganizowała retrospektywną wystawę jego prac, a w 1929 roku jego dzieła włączono do wystawy Paintings by Nineteen Living Americans w Museum of Modern Art, które zorganizowało również jego retrospektywną wystawę w następnym roku. W latach 30. XX wieku malował głównie tematy zaczerpnięte ze Starego Testamentu oraz sceny z życia żydowskiego, w których nawiązywał do lat swego dzieciństwa w Białymstoku. Pod koniec dekady wypracował swój ostateczny styl. W jego postaciach ze świata religii i aktach dominował cienki, żywiołowy ruch pędzla i szorstka, kaligraficzna linia. W latach 40. powrócił do stylu fowistycznego ze wczesnych lat swojej kariery.
Indywidualne wystawy jego prac miały miejsce w Whitney Museum of American Art (1949), Muzeum Żydowskim (1956) i Newark Museum (1959).
Napisał szereg rozpraw poświęconych sztuce, w tym: Cubist Poems (1914), Essays on Art (1916) i Primitives (1926).
Max Weber zmarł w 1961 roku w Great Neck, gdzie mieszkał od 1929 roku. Chociaż nigdy nie malował obrazu wybitnego, zrealizował kilka bardzo dobrych płócien; prawie wszystkie pochodzą z lat 1915–1919 i mają swoje miejsce w historii wczesnej sztuki abstrakcyjnej w Ameryce. Jego najsłynniejszy obraz, „Chińska restauracja” z 1915 roku, nadaje syntetycznemu kubizmowi odrobiny amerykańskiego, miejskiego zawirowania, a jego figuratywne, kubistyczne obrazy są nawet lepsze.
Prace Webera znajdują się w większości dużych amerykańskich muzeów oraz innych muzeach na całym świecie, w tym w kolekcjach Watykanu i Tel Aviv Museum of Art w Izraelu. Chociaż Weber jest najbardziej znany ze swojego innowacyjnego modernizmu, jest on również uznawany za jednego z czołowych amerykańskich artystów specjalizujących się w tematyce żydowskiej.

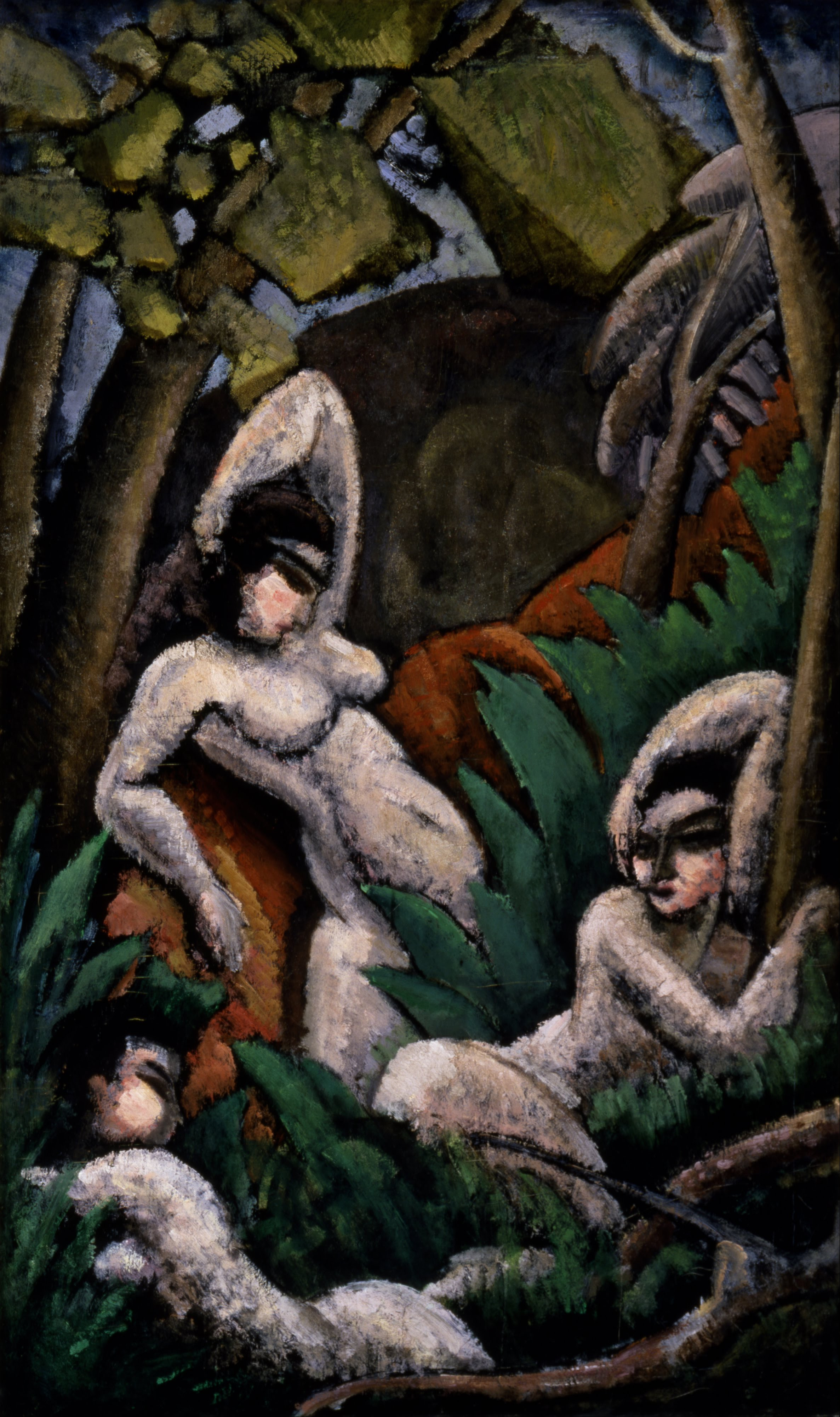
Lato, 1909, Smithsonian American Art Museum
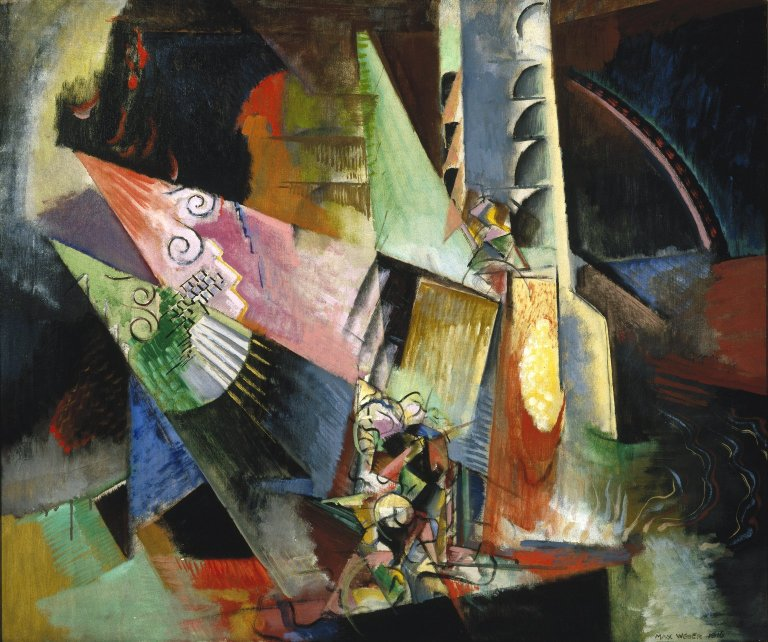
Balet rosyjski, 1916, Brooklyn Museum
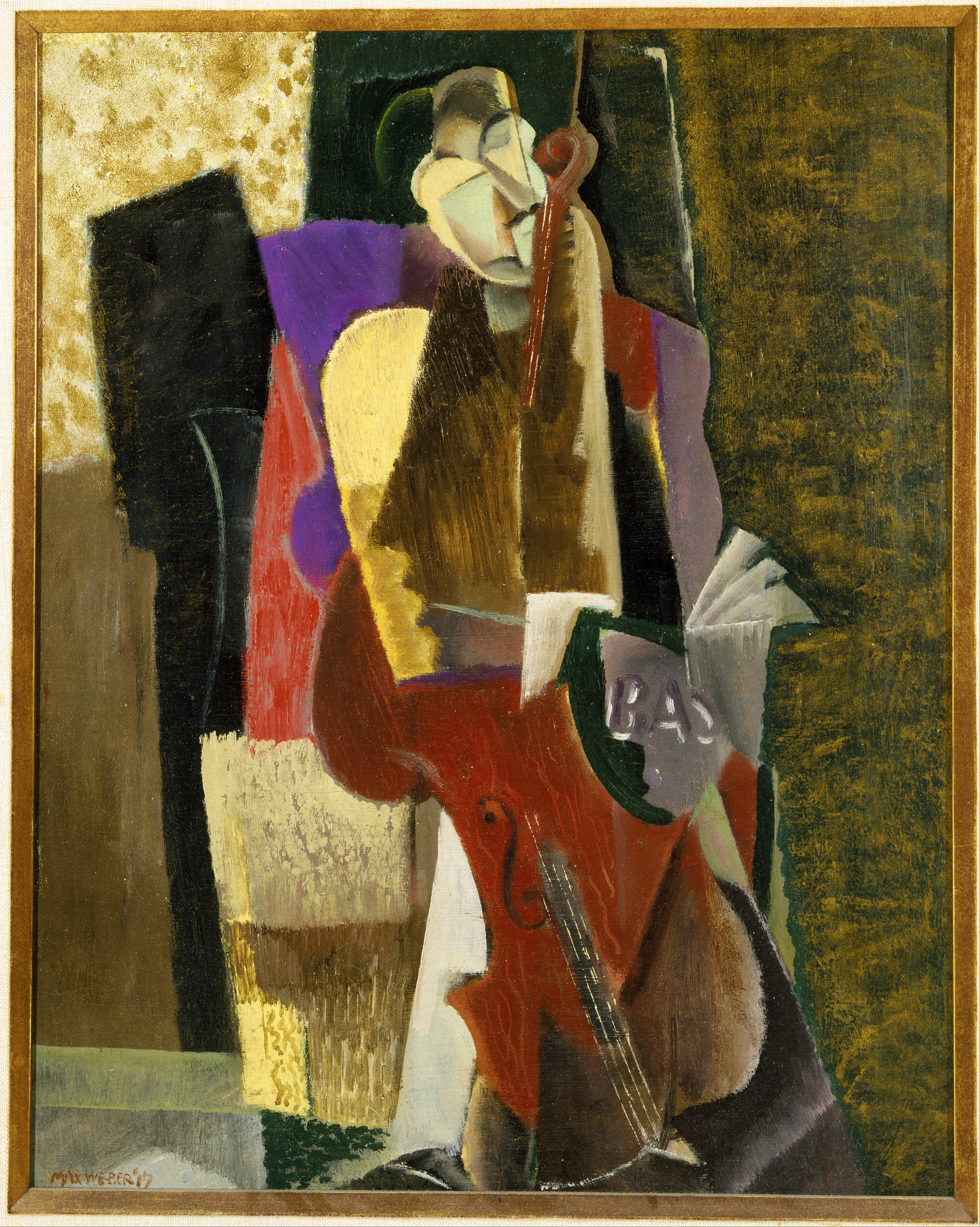
Wiolonczelista, 1917, Brooklyn Museum
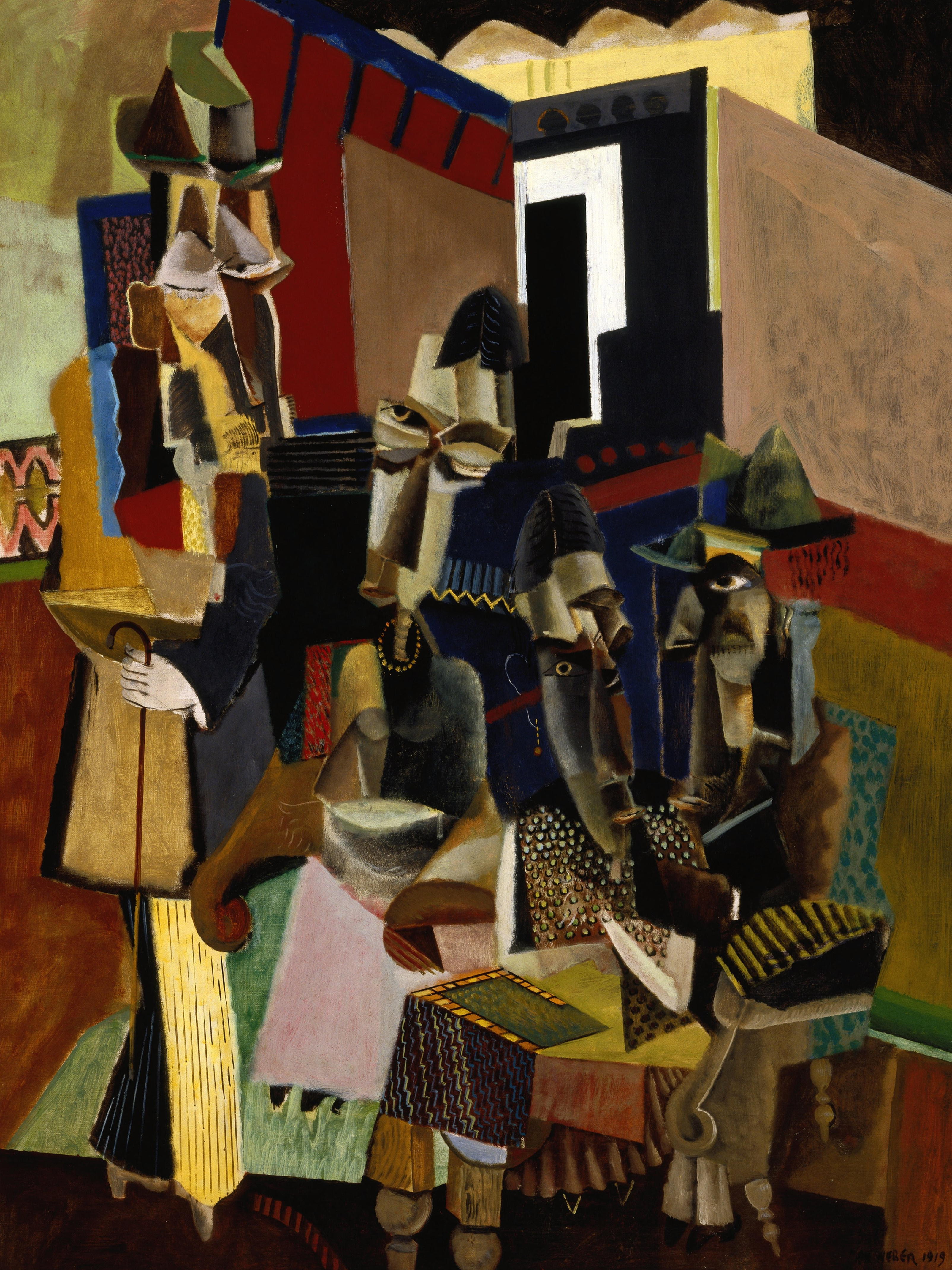
Wizyta, 1919, Brooklyn Museum
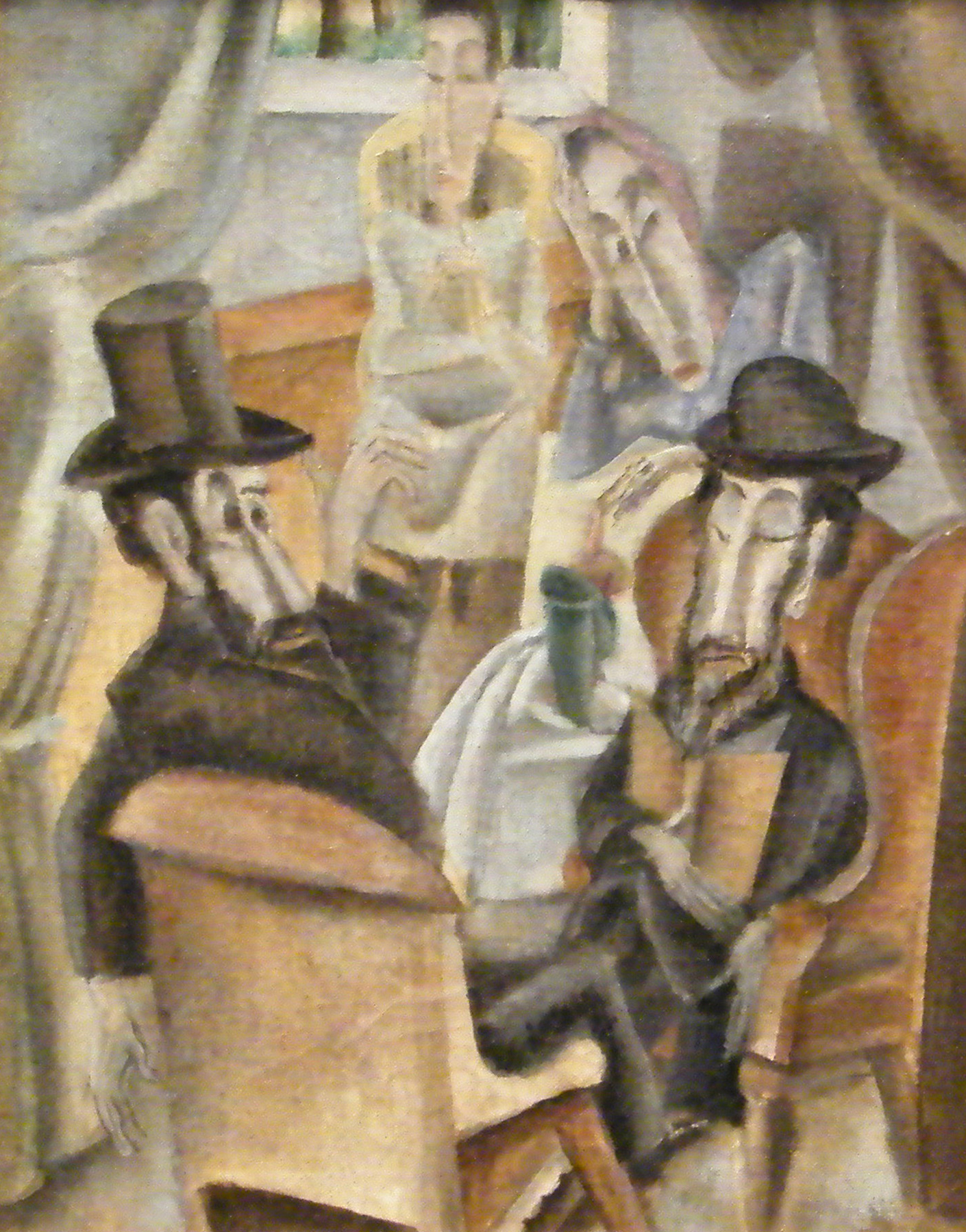
Szabat, 1919, Muzeum Żydowskie